# Częstochowa I
Częstochowa I – zlikwidowana stacja w Częstochowie, w województwie śląskim, w Polsce. Stacja znajdowała się na południowy zachód od dworca Kolei Warszawsko-Wiedeńskiej Częstochowa Główna, stanowiła stację czołową linii Częstochowa I - Herby Ruskie.
Stacja została uruchomiona razem z oddaniem do użytku 11 sierpnia 1903 roku całej linii kolejowej. Już na początku 1911 roku, przy okazji budowy linii do Kielc i przekuwaniu dotychczasowej linii na rozstaw 1524 mm została zlikwidowana, a tory i perony rozebrane. Do dziś zachował się budynek dworca kolejowego, zlokalizowany dziś pod adresem ul. Boya-Żeleńskiego 3/5 i będący własnością PKP.